# Адамов Дрвалевски
Адамов Дрвалевски (пољ. Adamów Drwalewski) је село у Пољској које се налази у војводству Мазовском у повјату Гројецком у општини Хинов.
Од 1975. до 1998. године ово насеље се налазило у Радомском војводству.